# Emil Probst (Bauingenieur)
Emil Heinrich Probst (*  10. Oktober 1877 in Dobromil, Galizien; † 27. Januar 1950 in London) war ein deutscher Bauingenieur.

## Biografie
Probst stammte von jüdischen Eltern ab, die er früh verlor. Er wuchs bei einer Tante in Wien auf und konvertierte zum Ärger seiner Verwandten zum evangelischen Christentum. Er ging bis zum Abitur 1895 auf das Realgymnasium in Wien und studierte zunächst Medizin an der Universität Wien und ab 1896 Bauingenieurwesen an der TH Wien mit dem Abschluss 1903. Dazwischen leistete er seinen Wehrdienst als Einjährig-Freiwilliger (1899/1900). Nach dem Studienabschluss studierte er Eisenbetonbau in Paris und war 1904 als Ingenieur in den USA. 1905/06 war er Assistent von Franz Schüle an der ETH Zürich und ab 1906 Bauingenieur in Berlin. 1908 wurde er an der TH Berlin-Charlottenburg promoviert (Einfluss der Armatur und der Risse im Beton auf die Tragsicherheit). Anschließend habilitierte er sich an der TH Berlin-Charlottenburg (Eine Kritik der bestehenden Vorschriften der Eisenbetontragwerke) und wurde Privatdozent (1912 wurde er auch preußischer Staatsbürger). Im Ersten Weltkrieg war er 1914 bis 1918 bei den Pionieren der preußischen Landwehr. 1916 wurde er ordentlicher Professor für Eisenbetonbau an der TH Karlsruhe, konnte die Stelle aber erst 1918 antreten, da er vom Militär nicht freigestellt wurde. In Karlsruhe baute er 1919 die bautechnische Versuchsanstalt auf. 1926/27 war er Rektor. 1933 wurde er von den Nationalsozialisten vertrieben (die Ausnahmeregelung für Juden im Fronteinsatz erkannte man nicht an, da er im Festungsbau tätig war), ging aber erst 1939 nach Großbritannien ins Exil, in dem schon seine Kinder waren. Dort erhielt er Unterstützung von britischen Kollegen wie Reginald Stradling, war 1943 bis 1945 Dozent an der University of Bristol und danach selbständiger Ingenieur und wissenschaftlicher Mitarbeiter in der Forschungsabteilung des britischen Arbeitsministeriums (Ministry of Works). 1942 wurde er britischer Staatsbürger. 1947 wurde er formal wieder in seine Professur in Karlsruhe eingesetzt und gleichzeitig emeritiert.
In den 1920er und 1930er Jahren war er ein Pionier mit Dehnungsmessungen an Betonbauten (zum Beispiel Kuppeln und Staumauern). Da die mathematischen Modelle und Berechnungsmethoden damals noch nicht sehr weit entwickelt waren, gab er Messungen am Bauwerk den Vorzug. Er forschte zur Wasserdichtigkeit von Beton, dessen Verwendung im Straßenbau und der Statik des Betons.
Probst war bald international bekannt. Er vertrat den VDI auf Reisen in China, Japan, Schweden, Russland und den USA. 1928 erhielt er die Bronzemedaille der Institution of Structural Engineering in London und 1929 wurde er Mitglied der American Academy of Arts and Sciences in Boston. Er setzte sich für eine Curriculum-Reform ein mit dem Ziel, keine fachgebundenen Spezialisten auszubilden, sondern betonte die Notwendigkeit einer interdisziplinären breiten Ausbildung. Lange Zeit war er der Verbindungsmann des Professorenkollegiums zum Studentenwerk.
Er war einer der Gründer der Zeitschrift Bauingenieur, deren Herausgabe er 1934 niederlegte.
1914 heiratete er Elisabeth Leitholf (1892–1974), mit der er vier Kinder hatte.

## Schriften
- Vorlesungen über Eisenbeton, Band 1, Springer 1917, Archive